# 霍姆斯島
65°41′S 65°15′W / 65.683°S 65.250°W
霍姆斯島（英語：Holmes Island），是南極洲的島嶼，處於維厄格島以南，屬於比斯科群島的一部分，長3公里，由英國探險隊繪入地圖，現時由南極條約體系管理。